# Наша Ніва (1991)
«Наша Ніва» (рус. Наша нива) — ежемесячная белорусская общественно-политическая и литературная газета национально-демократического направления. Основана в мае 1991 года. С июня 2018 года выходит только в интернет-формате. В 1991—2000 годах главным редактором был Сергей Дубовец, в 2000—2006 — Андрей Дынько (потом главный редактор сайта), в 2006—2017 — Андрей Скурко, с 2017 — Егор Мартинович.

## История
В начале XX века в Российской империи выходила газета под названием «Наша ніва». Возрождённая газета является главным изданием национально-демократической интеллигенции, публикуя наряду с новостями литературные произведения, эссе. Первый номер газеты вышел 30 мая 1991 года, редакция располагалась в Вильнюсе.
В 1996 году редакция газеты переехала в Минск, из литературно-интеллектуального издания «Наша Ніва» постепенно трансформируется в общественно-политическое.
С 1999 года «Наша Ніва» переходит к еженедельной периодичности. С 2002 года объём газеты увеличивается с 12 до 16 полос, с 2005 года — до 24 полос.
Редакция газеты обеспечила выход факсимильных номеров «Нашей Нівы», изданных до Первой Мировой войны, публикацию ряда книг и словаря.
В период с ноября 2005 по декабрь 2008 года «Наша Ніва» была исключена из каталога подписки РУП «Белпочта» и распространялась усилиями энтузиастов. В декабре 2008 вновь вошла в каталог и стала продаваться в киосках «Белсоюзпечати».

## Современность
В январе 2009 г. тираж издания превысил 6000 экземпляров. В апреле 2011 г. сообщалось, что тираж издания превышает 7000 экземпляров. По данным компании «Alexa Internet», сайт «Нашай Нівы» nashaniva.by входит в сотню наиболее посещаемых Интернет сайтов в Беларуси. С июля 2016 года «Наша Ніва» выходила один раз в месяц.
В июне 2018 года газета объявила о полном переходе в интернет-формат.
С августа 2020 года доступ к сайту «Нашай Нівы» nn.by на территории Республики Беларусь заблокирован из-за освещения порталом протестов в Беларуси. 23 сентября 2020 года силовики произвели обыск в квартире главного редактора Егора Мартиновича и конфисковали все технические устройства и носители информации. Его допросили в Следственном комитете, после чего он три дня сидел в одиночной камере. Кроме того, против него было возбуждено уголовное дело за клевету. Международная организация «Репортёры без границ» раскритиковала эту политику в отношении «Нашай Нівы».
8 июля 2021 года в офисе и домах ключевых сотрудников «Нашай Нівы» были проведены обыски. Были арестованы Егор Мартинович, руководитель отдела рекламы Андрей Скурко, главный бухгалтер Ольга Ракович и главный редактор дочерних журналов «Наша гісторыя», «Асцярожна: дзеці!» и «Дуду» Андрей Дынько по обвинению в организации протестов, причём, по информации редакции, главного редактора избили по задержании. С этого дня перестало работать доменное имя, и сайт «Наша Ніва» не открывается. Министерство информации наказало редакцию за «запрещённую информацию», что была размещена на сайте. 12 июля 2021 года совместным заявлением десяти организаций, в том числе Правозащитного центра «Весна», Белорусской ассоциации журналистов, Белорусского Хельсинкского комитета, Белорусского ПЕН-центра, арестованные сотрудники были признаны политическими заключёнными.
После 3 суток ареста обвинение в «подготовке протестов» не было выдвинуто, задержание продлилось по ч. 2 ст. 216 УК. Правозащитный центр «Вясна» сообщил, что редакторов удерживают за якобы неоплату коммунальных услуг на сумму 3500 рублей. В изоляторе на Окрестина они, подобно другим политическим заключённым, содержались с нарушением закона. 21 июня Егор Мартинович и Андрей Скурко переведены в СИЗО-1 на улице Володарского. Андрей Скурко, страдающий диабетом, 13 дней не получал необходимого, у него диагностирована пневмония.
Егор Мартинович находится под арестом с 8 июля 2021 года. Ему предъявили обвинение по экономической статье: якобы «Наша Нива» оплачивала электроэнергию по неверному тарифу и нанесла белорусским электросетям ущерб в 102 тыс. российских рублей. По словам Егора, «над этими обвинениями смеются даже охранники», лишение главреда возможности работать является одним из этапов давления на издание. Наказание по статье предусматривает до пяти лет лишения свободы. По состоянию на 1 ноября 2021 года, Мартинович находился в СИЗО-1 в подвальной камере с 19 другими заключёнными, следственных действий с ним не проводилось с момента задержания.
Оставшиеся на свободе сотрудники газеты после 2020 года переехали за границу и создали новый сайт nashaniva.com.
В ноябре 2021 года суд Центрального района Минска признал экстремистскими материалами Telegram-канал и социальные сети «Нашей Нівы». В январе 2022 года по решению белорусского КГБ «Наша Ніва», её интернет-ресурсы и ЧИУП «Сородичи» были признаны «экстремистским формированием». Создание такого формирования или участие в нём является уголовным преступлением по белорусским законам.
В марте 2022 года главный редактор «Нашей Нивы» Егор Мартинович и руководитель отдела рекламы и маркетинга Андрей Скурко были приговорены к заключению 2,5 года каждый. Отмечается что они возместили ущерб и у «Минскэнерго» и «Минскводоканал» не имеют к ним претензий.

## Язык
В 1991—2008 годах газета издавалась на тарашкевице. В 1998 году Высший хозяйственный суд Беларуси подтвердил право газеты издаваться этим правописанием. После восстановления газеты в каталоге РУП «Белпочта» в 2008 г. «Наша Ніва» перешла на официальное правописание. Несколько выпусков в 90-е годы напечатаны латиницей.

## Награды и премии
- Главный редактор Андрей Дынько[тарашк.] получает международную награду «Свобода высказывания»[28] и премию имени Лоренцо Натали (обе в 2006)[29]
- Премия имени Герда Буцериуса «Свободная пресса Восточной Европы» (2007)[30]
- Люблю Беларусь[тарашк.] (2010)[31]
- Главный редактор Андрей Дынько[тарашк.] побеждает в журналистском конкурсе ‘Belarus in Focus’ (2013)[32]
- Егор Мартинович получает премию «Свобода прессы» «Репортёров без границ» (2015)[33]
- Егор Мартинович и Дмитрий Панковец становятся победителями в конкурсе БАЖ «Вольнае слова» (2015)[34]
- Наталья Лубневская получает Премию имени Герда Буцериуса «Свободная пресса Восточной Европы» (2021)[35]